# Harry Gibson
Harry Gibson, conosciuto anche come The Hipster, pseudonimo di Harry Raab (Bronx, 27 giugno 1915 – Brawley, 3 maggio 1991), è stato un pianista e cantautore statunitense di jazz.
Gibson suonava lo Stride piano nello stile di New York e il boogie woogie, cantando in uno stile sfrenato e selvaggio. Fu uno dei primi bianchi ad adottare lo stile di vita dei musicisti afroamericani, coniando il termine hipster. 

## Biografia
La sua carriera musicale ebbe inizio alla fine degli anni venti, quando il giovane Harry suonava lo Stride piano nelle jazz band Dixieland ad Harlem. Continuò a esibirsi lì per tutti gli anni trenta, aggiungendo il boogie barrelhouse dell'epoca al suo repertorio, e fu scoperto da Fats Waller nel 1939 e portato fino a Manhattan, dove fece furore e cambiò il suo cognome da Raab in Gibson. Tra il 1939 e il 1945 suonò in vari club di jazz a Manhattan nella 52nd Street ("Swing Street"), tra i quali i Three Deuces, diretti da Irving Alexander, e Leon and Eddies, diretta da Leon Enkin ed Eddie Davis.